# Derrière les barreaux
Pour plus de détails, voir Fiche technique et Distribution.
Derrière les barreaux (titre original : The Hoose-Gow) est un film américain réalisé par James Parrott, sorti en 1929.

## Synopsis
Laurel et Hardy ont été arrêtés et sont conduits au bagne, après avoir failli s'évader par hasard.
Travaillant avec les autres bagnards le long d'une route, ils ne trouvent pas de place à la table pour le déjeuner. Le cuisinier leur demande de couper du bois pour mériter le repas : Hardy coupe un arbre au sommet duquel un surveillant fait le guet et tombe avec l'arbre sur la tente du cuisinier.
Juste à ce moment arrive le gouverneur dans sa voiture, venant visiter le camp. Les ouvriers s'alignent le long de la route, mais Laurel laisse échapper un outil qui va perforer le radiateur du véhicule. Sur le conseil d'un autre bagnard, Laurel et Hardy versent du riz dans le radiateur pour colmater la fuite. Mais cela produit une pâte qui coule avec abondance hors du capot. Hardy glisse dedans, se querelle avec un surveillant, et il s'ensuit une grande bataille de pâte de riz avec l'ensemble des personnes présentes, y compris le gouverneur.

## Fiche technique
- Titre : Derrière les barreaux
- Titre original : The Hoose-Gow
- Réalisation : James Parrott
- Scénario : Leo McCarey (histoire) et H. M. Walker (dialogues)
- Photographie : George Stevens, Len Powers et Glenn Kershner
- Montage : Richard C. Currier
- Musique : William Axt (non crédité), Spencer Williams (non crédité)
- Producteur : Hal Roach
- Société de production : Hal Roach Studios
- Société de distribution : Metro-Goldwyn-Mayer
- Pays de production :  États-Unis
- Format : Noir et blanc - 35 mm - 1,37:1
- Genre : comédie
- Longueur : deux bobines
- Date de sortie : 
  - États-Unis : 16 novembre 1929

## Distribution
Source principale de la distribution :
- Stan Laurel : Stanley
- Oliver Hardy : Oliver Hardy
- Tiny Sandford : un gardien
- James Finlayson : le directeur de la prison
- Charlie Hall : le gardien dans le mirador
- Ham Kinsey : un prisonnier
- Baldwin Cooke : un prisonnier
- Charles Dorety : un prisonnier
- Leo Willis : Léo
- Chet Brandenburg : un prisonnier
- Ellinor Vanderveer (en) : une invitée à la réception
- Eddie Dunn (en) : un prisonnier
- Blackie Whiteford : un prisonnier
- Dick Sutherland : le cuistot
- Tiny Ward (en) : un prisonnier
- Ed Brandenburg : un prisonnier
- Sam Lufkin : un officier de la prison
- Retta Palmer : une invitée à la réception